# Heinz Szymczak
Heinz Szymczak (* 6. Februar 1921 in Hamborn; † 3. September 1994) war ein deutscher Politiker der CDU.

## Ausbildung und Beruf
Nach der Volksschule besuchte Heinz Szymczak die gehobenen Klassen der Stadt Hamborn, die er mit der Mittleren Reife abschloss. Während des Kriegsdienstes war er Major der Reserve (Teilstreitkraft: Luftwaffe).
Danach belegte er ein Studium an der Pädagogischen Akademie Oberhausen. Die erste Staatsprüfung für das Lehramt an Volksschulen legte er 1947 ab. Er nahm eine Tätigkeit im Volksschuldienst auf und war zuletzt Rektor einer Gemeinschafts-Hauptschule. 1975 wurde er gemäß Landesrechtsstellungsgesetz in den Ruhestand versetzt. Ab 1962 war Szymczak Dozent für Kommunalpolitik am Katholisch-Sozialen Institut der Erzdiözese Köln.

## Politik
Heinz Szymczak war seit 1950 Mitglied der CDU. Von 1953 bis 1957 war er Kreissprecher der Jungen Union Mülheim/Ruhr. Von 1955 bis 1958 Bezirkssprecher des Bezirks Rhein-Ruhr und gleichzeitig Mitglied des Landesvorstandes. Er fungierte als Mitglied des Kreisvorstandes der CDU Bad Godesberg von 1960 bis 1965 und ab 1970 als Mitglied des Kreisvorstandes der CDU Bonn. Von 1973 bis 1975 wirkte er als Vorsitzender des CDU-Bezirksverbandes Bad Godesberg. Stadtverordneter in Mülheim/Ruhr war er von 1956 bis 1958. Ferner war er Kreistagsabgeordneter des Kreises Bonn von 1960 bis 1965. Stadtverordneter in Bad Godesberg war er von 1964 bis 1968. Hier wirkte er als Vorsitzender des Schul- und Kulturausschusses.
Heinz Szymczak war vom 25. Juli 1966 bis zum 28. Mai 1980 direkt gewähltes Mitglied des 6., 7. und 8. Landtages von Nordrhein-Westfalen für den Wahlkreis 021 Bonn-Land I bzw. für den Wahlkreis 021 Bonn-Stadt I.